# Elezioni parlamentari in Niger del 1993
Le elezioni generali in Niger del 1993 si sono tenute il 14 febbraio.

## Risultati
| Liste                                                               | Voti      | %     | Seggi |
| ------------------------------------------------------------------- | --------- | ----- | ----- |
| Movimento Nazionale per la Società dello Sviluppo                   | 383 921   | 30,65 | 29    |
| Convenzione Democratica e Sociale                                   | 341 849   | 27,29 | 22    |
| Alleanza Nigerina per la Democrazia e il Progresso                  | 193 967   | 15,48 | 11    |
| Partito Nigerino per la Democrazia e il Socialismo                  | 183 150   | 14,62 | 13    |
| Sawaba                                                              | 39 271    | 3,13  | 2     |
| Unione dei Patrioti Democratici e Progressisti                      | 36 203    | 2,89  | 2     |
| Partito Progressista Nigerino - Raggruppamento Democratico Africano | 32 615    | 2,60  | 2     |
| Partito per il Socialismo e la Democrazia in Niger                  | 18 661    | 1,49  | 1     |
| Partito delle Masse per il Lavoro                                   | 15 446    | 1,23  | –     |
| Movimento per la Democrazia e il Progresso                          | 5 967     | 0,48  | –     |
| Partito per l'Unità Nazionale e lo Sviluppo                         | 1 153     | 0,09  | –     |
| Unione per la Democrazia e il Progresso Sociale                     | 463       | 0,04  | 1     |
| Totale                                                              | 1 252 666 | 100   | 83    |